# عبدالحمید صادمی
عبدالحمید صادمی (انگلیسی: Abdelhamid Sadmi؛ زادهٔ ۱ ژانویهٔ ۱۹۶۱) یک بازیکن فوتبال اهل الجزایر است.
از باشگاه‌هایی که در آن بازی کرده‌است می‌توان به باشگاه فوتبال القبائل اشاره کرد. وی عضو تیم ملی فوتبال الجزایر در جام جهانی فوتبال ۱۹۸۶ بوده است.